# Tour de Eslovaquia 2018
La 62.ª edición del Tour de Eslovaquia se celebró entre el 12 y el 16 de septiembre de 2018 con inicio en la ciudad de Poprad y final en la ciudad de Galanta en Eslovaquia. El recorrido constó de un prólogo y 4 etapas sobre una distancia total de 695,5 km.
La carrera hizo parte del circuito UCI Europe Tour 2018 dentro de la categoría 2.1 y fue ganada por el francés Julian Alaphilippe del Quick-Step Floors. El esloveno Jan Tratnik del CCC Sprandi Polkowice y el italiano Cesare Benedetti del Bora-Hansgrohe, segundo y tercer clasificado respectivamente, completaron el podio.

## Equipos participantes
Tomarán la partida un total de 21 equipos, de los cuales 2 son de categoría UCI WorldTeam, 5 Profesional Continental, 11 Continental y 3 Selecciones nacionales, quienes conformaron un pelotón de 142 ciclistas de los cuales terminaron 126. Los equipos participantes fueron:
| WorldTeams (2)- Bora-Hansgrohe - Quick-Step Floors Equipos continentales profesionales (5)- Bardiani CSF - CCC Sprandi Polkowice - Cofidis, Solutions Crédits - Gazprom-RusVelo - Roompot-Nederlandse Loterij Equipos continentales (11)- Adria Mobil - Apple Team - Dukla Banská Bystrica - Elkov-Author - Kőbánya Cycling Team - Pannon - Riwal CeramicSpeed - Hurom - Team Novak - Uno-X Norwegian Development - WSA-Pushbikers Equipos nacionales (3)- Alemania - Bélgica - Eslovaquia |
| |

## Recorrido
| Etapa     | Fecha     | Recorrido                      | type                   | Distancia (km) | Ganador            | Líder              |
| --------- | --------- | ------------------------------ | ---------------------- | -------------- | ------------------ | ------------------ |
| Prólogo   | 12 de sep | Poprad – Poprad                | prólogo                | 1,6            | Bob Jungels        | Bob Jungels        |
| 1.ª etapa | 13 de sep | Poprad – Štrbské pleso         | etapa de media montaña | 164,4          | Julian Alaphilippe | Julian Alaphilippe |
| 2.ª etapa | 14 de sep | Ružomberok – Dubnica nad Váhom | etapa escarpada        | 191,7          | Rüdiger Selig      | Julian Alaphilippe |
| 3.ª etapa | 15 de sep | Dubnica nad Váhom – Nitra      | etapa escarpada        | 180,6          | Matteo Pelucchi    | Julian Alaphilippe |
| 4.ª etapa | 16 de sep | Nitra – Galanta                | etapa llana            | 157,2          | Fabio Jakobsen     | Julian Alaphilippe |

## Desarrollo de la carrera

### Prólogo
| Poprad - Poprad | prólogo | (1,6 km) |

| \| Clasificación de la etapa \| Clasificación de la etapa \| Clasificación de la etapa \| Clasificación de la etapa \| Clasificación de la etapa \| \| Ciclista \| Ciclista \| Equipo \| Tiempo \| \| \| ------------------------- \| ------------------------- \| -------------------------- \| ------------------------- \| ------------------------- \| \| 1.º \| Bob Jungels \| Quick-Step Floors \| 2 min 02 s \| \| \| 2.º \| Yves Lampaert \| Quick-Step Floors \| + 0 s \| \| \| 3.º \| Christophe Laporte \| Cofidis, Solutions Crédits \| + 0 s \| \| \| 4.º \| Julian Alaphilippe \| Quick-Step Floors \| + 1 s \| \| \| 5.º \| Fabio Jakobsen \| Quick-Step Floors \| + 2 s \| \| \| 6.º \| Jan Tratnik \| CCC Sprandi Polkowice \| + 2 s \| \| \| 7.º \| Kamil Gradek \| CCC Sprandi Polkowice \| + 2 s \| \| \| 8.º \| Niki Terpstra \| Quick-Step Floors \| + 2 s \| \| \| 9.º \| Dušan Rajović \| Adria Mobil \| + 3 s \| \| \| 10.º \| Johannes Schinnagel \| Bora-Hansgrohe \| + 3 s \| \| |                     |                            |            |
| |                     |                            |            |
| Fuente: ProCyclingStats |                     |                            |            |
| Clasificación de la etapa |                     |                            |            |
| Ciclista | Ciclista            | Equipo                     | Tiempo     |
| 1.º | Bob Jungels         | Quick-Step Floors          | 2 min 02 s |
| 2.º | Yves Lampaert       | Quick-Step Floors          | + 0 s      |
| 3.º | Christophe Laporte  | Cofidis, Solutions Crédits | + 0 s      |
| 4.º | Julian Alaphilippe  | Quick-Step Floors          | + 1 s      |
| 5.º | Fabio Jakobsen      | Quick-Step Floors          | + 2 s      |
| 6.º | Jan Tratnik         | CCC Sprandi Polkowice      | + 2 s      |
| 7.º | Kamil Gradek        | CCC Sprandi Polkowice      | + 2 s      |
| 8.º | Niki Terpstra       | Quick-Step Floors          | + 2 s      |
| 9.º | Dušan Rajović       | Adria Mobil                | + 3 s      |
| 10.º | Johannes Schinnagel | Bora-Hansgrohe             | + 3 s      |

| \| Clasificación general \| Clasificación general \| Clasificación general \| Clasificación general \| Clasificación general \| \| Ciclista \| Ciclista \| Equipo \| Tiempo \| \| \| --------------------- \| --------------------- \| -------------------------- \| --------------------- \| --------------------- \| \| 1.º \| Bob Jungels \| Quick-Step Floors \| 2 min 02 s \| \| \| 2.º \| Yves Lampaert \| Quick-Step Floors \| + 0 s \| \| \| 3.º \| Christophe Laporte \| Cofidis, Solutions Crédits \| + 0 s \| \| \| 4.º \| Julian Alaphilippe \| Quick-Step Floors \| + 1 s \| \| \| 5.º \| Fabio Jakobsen \| Quick-Step Floors \| + 2 s \| \| \| 6.º \| Jan Tratnik \| CCC Sprandi Polkowice \| + 2 s \| \| \| 7.º \| Kamil Gradek \| CCC Sprandi Polkowice \| + 2 s \| \| \| 8.º \| Niki Terpstra \| Quick-Step Floors \| + 2 s \| \| \| 9.º \| Dušan Rajović \| Adria Mobil \| + 3 s \| \| \| 10.º \| Johannes Schinnagel \| Bora-Hansgrohe \| + 3 s \| \| |                     |                            |            |
| |                     |                            |            |
| Fuente: ProCyclingStats |                     |                            |            |
| Clasificación general |                     |                            |            |
| Ciclista | Ciclista            | Equipo                     | Tiempo     |
| 1.º | Bob Jungels         | Quick-Step Floors          | 2 min 02 s |
| 2.º | Yves Lampaert       | Quick-Step Floors          | + 0 s      |
| 3.º | Christophe Laporte  | Cofidis, Solutions Crédits | + 0 s      |
| 4.º | Julian Alaphilippe  | Quick-Step Floors          | + 1 s      |
| 5.º | Fabio Jakobsen      | Quick-Step Floors          | + 2 s      |
| 6.º | Jan Tratnik         | CCC Sprandi Polkowice      | + 2 s      |
| 7.º | Kamil Gradek        | CCC Sprandi Polkowice      | + 2 s      |
| 8.º | Niki Terpstra       | Quick-Step Floors          | + 2 s      |
| 9.º | Dušan Rajović       | Adria Mobil                | + 3 s      |
| 10.º | Johannes Schinnagel | Bora-Hansgrohe             | + 3 s      |

### 1.ª etapa
| Poprad - Štrbské pleso | etapa de media montaña | (164,4 km) |

| \| Clasificación de la etapa \| Clasificación de la etapa \| Clasificación de la etapa \| Clasificación de la etapa \| Clasificación de la etapa \| \| Ciclista \| Ciclista \| Equipo \| Tiempo \| \| \| ------------------------- \| ------------------------- \| --------------------------- \| ------------------------- \| ------------------------- \| \| 1.º \| Julian Alaphilippe \| Quick-Step Floors \| 4 h 14 min 40 s \| \| \| 2.º \| Ben Hermans \| Bélgica \| + 0 s \| \| \| 3.º \| Attila Valter \| Pannon \| + 0 s \| \| \| 4.º \| Jan Tratnik \| CCC Sprandi Polkowice \| + 0 s \| \| \| 5.º \| Pieter Weening \| Roompot-Nederlandse Loterij \| + 2 s \| \| \| 6.º \| Ildar Arslanov \| Gazprom-RusVelo \| + 4 s \| \| \| 7.º \| Cesare Benedetti \| Bora-Hansgrohe \| + 4 s \| \| \| 8.º \| Nick van der Lijke \| Roompot-Nederlandse Loterij \| + 5 s \| \| \| 9.º \| Radoslav Rogina \| Adria Mobil \| + 5 s \| \| \| 10.º \| Tobias Foss \| Uno-X Norwegian Development \| + 5 s \| \| |                    |                             |                 |
| |                    |                             |                 |
| Fuente: ProCyclingStats |                    |                             |                 |
| Clasificación de la etapa |                    |                             |                 |
| Ciclista | Ciclista           | Equipo                      | Tiempo          |
| 1.º | Julian Alaphilippe | Quick-Step Floors           | 4 h 14 min 40 s |
| 2.º | Ben Hermans        | Bélgica                     | + 0 s           |
| 3.º | Attila Valter      | Pannon                      | + 0 s           |
| 4.º | Jan Tratnik        | CCC Sprandi Polkowice       | + 0 s           |
| 5.º | Pieter Weening     | Roompot-Nederlandse Loterij | + 2 s           |
| 6.º | Ildar Arslanov     | Gazprom-RusVelo             | + 4 s           |
| 7.º | Cesare Benedetti   | Bora-Hansgrohe              | + 4 s           |
| 8.º | Nick van der Lijke | Roompot-Nederlandse Loterij | + 5 s           |
| 9.º | Radoslav Rogina    | Adria Mobil                 | + 5 s           |
| 10.º | Tobias Foss        | Uno-X Norwegian Development | + 5 s           |

| \| Clasificación general \| Clasificación general \| Clasificación general \| Clasificación general \| Clasificación general \| \| Ciclista \| Ciclista \| Equipo \| Tiempo \| \| \| --------------------- \| --------------------- \| --------------------------- \| --------------------- \| --------------------- \| \| 1.º \| Julian Alaphilippe \| Quick-Step Floors \| 4 h 16 min 33 s \| \| \| 2.º \| Jan Tratnik \| CCC Sprandi Polkowice \| + 11 s \| \| \| 3.º \| Attila Valter \| Pannon \| + 15 s \| \| \| 4.º \| Ben Hermans \| Bélgica \| + 15 s \| \| \| 5.º \| Josef Černý \| Elkov-Author \| + 19 s \| \| \| 6.º \| Tobias Foss \| Uno-X Norwegian Development \| + 20 s \| \| \| 7.º \| Cesare Benedetti \| Bora-Hansgrohe \| + 20 s \| \| \| 8.º \| Steff Cras \| Bélgica \| + 20 s \| \| \| 9.º \| Pieter Weening \| Roompot-Nederlandse Loterij \| + 20 s \| \| \| 10.º \| Ildar Arslanov \| Gazprom-RusVelo \| + 24 s \| \| |                    |                             |                 |
| |                    |                             |                 |
| Fuente: ProCyclingStats |                    |                             |                 |
| Clasificación general |                    |                             |                 |
| Ciclista | Ciclista           | Equipo                      | Tiempo          |
| 1.º | Julian Alaphilippe | Quick-Step Floors           | 4 h 16 min 33 s |
| 2.º | Jan Tratnik        | CCC Sprandi Polkowice       | + 11 s          |
| 3.º | Attila Valter      | Pannon                      | + 15 s          |
| 4.º | Ben Hermans        | Bélgica                     | + 15 s          |
| 5.º | Josef Černý        | Elkov-Author                | + 19 s          |
| 6.º | Tobias Foss        | Uno-X Norwegian Development | + 20 s          |
| 7.º | Cesare Benedetti   | Bora-Hansgrohe              | + 20 s          |
| 8.º | Steff Cras         | Bélgica                     | + 20 s          |
| 9.º | Pieter Weening     | Roompot-Nederlandse Loterij | + 20 s          |
| 10.º | Ildar Arslanov     | Gazprom-RusVelo             | + 24 s          |

### 2.ª etapa
| Ružomberok - Dubnica nad Váhom | etapa escarpada | (191,7 km) |

| \| Clasificación de la etapa \| Clasificación de la etapa \| Clasificación de la etapa \| Clasificación de la etapa \| Clasificación de la etapa \| \| Ciclista \| Ciclista \| Equipo \| Tiempo \| \| \| ------------------------- \| ------------------------- \| --------------------------- \| ------------------------- \| ------------------------- \| \| 1.º \| Rüdiger Selig \| Bora-Hansgrohe \| 4 h 32 min 32 s \| \| \| 2.º \| Yves Lampaert \| Quick-Step Floors \| + 0 s \| \| \| 3.º \| Zdeněk Štybar \| Quick-Step Floors \| + 0 s \| \| \| 4.º \| Cesare Benedetti \| Bora-Hansgrohe \| + 2 s \| \| \| 5.º \| Julian Alaphilippe \| Quick-Step Floors \| + 2 s \| \| \| 6.º \| Ben Hermans \| Bélgica \| + 10 s \| \| \| 7.º \| Michael Bresciani \| Bardiani CSF \| + 10 s \| \| \| 8.º \| Nick van der Lijke \| Roompot-Nederlandse Loterij \| + 10 s \| \| \| 9.º \| Niki Terpstra \| Quick-Step Floors \| + 10 s \| \| \| 10.º \| Adrian Kurek \| CCC Sprandi Polkowice \| + 10 s \| \| |                    |                             |                 |
| |                    |                             |                 |
| Fuente: ProCyclingStats |                    |                             |                 |
| Clasificación de la etapa |                    |                             |                 |
| Ciclista | Ciclista           | Equipo                      | Tiempo          |
| 1.º | Rüdiger Selig      | Bora-Hansgrohe              | 4 h 32 min 32 s |
| 2.º | Yves Lampaert      | Quick-Step Floors           | + 0 s           |
| 3.º | Zdeněk Štybar      | Quick-Step Floors           | + 0 s           |
| 4.º | Cesare Benedetti   | Bora-Hansgrohe              | + 2 s           |
| 5.º | Julian Alaphilippe | Quick-Step Floors           | + 2 s           |
| 6.º | Ben Hermans        | Bélgica                     | + 10 s          |
| 7.º | Michael Bresciani  | Bardiani CSF                | + 10 s          |
| 8.º | Nick van der Lijke | Roompot-Nederlandse Loterij | + 10 s          |
| 9.º | Niki Terpstra      | Quick-Step Floors           | + 10 s          |
| 10.º | Adrian Kurek       | CCC Sprandi Polkowice       | + 10 s          |

| \| Clasificación general \| Clasificación general \| Clasificación general \| Clasificación general \| Clasificación general \| \| Ciclista \| Ciclista \| Equipo \| Tiempo \| \| \| --------------------- \| --------------------- \| --------------------------- \| --------------------- \| --------------------- \| \| 1.º \| Julian Alaphilippe \| Quick-Step Floors \| 8 h 49 min 04 s \| \| \| 2.º \| Jan Tratnik \| CCC Sprandi Polkowice \| + 16 s \| \| \| 3.º \| Cesare Benedetti \| Bora-Hansgrohe \| + 22 s \| \| \| 4.º \| Ben Hermans \| Bélgica \| + 26 s \| \| \| 5.º \| Josef Černý \| Elkov-Author \| + 28 s \| \| \| 6.º \| Tobias Foss \| Uno-X Norwegian Development \| + 31 s \| \| \| 7.º \| Steff Cras \| Bélgica \| + 31 s \| \| \| 8.º \| Pieter Weening \| Roompot-Nederlandse Loterij \| + 31 s \| \| \| 9.º \| Nick van der Lijke \| Roompot-Nederlandse Loterij \| + 34 s \| \| \| 10.º \| Ildar Arslanov \| Gazprom-RusVelo \| + 35 s \| \| |                    |                             |                 |
| |                    |                             |                 |
| Fuente: ProCyclingStats |                    |                             |                 |
| Clasificación general |                    |                             |                 |
| Ciclista | Ciclista           | Equipo                      | Tiempo          |
| 1.º | Julian Alaphilippe | Quick-Step Floors           | 8 h 49 min 04 s |
| 2.º | Jan Tratnik        | CCC Sprandi Polkowice       | + 16 s          |
| 3.º | Cesare Benedetti   | Bora-Hansgrohe              | + 22 s          |
| 4.º | Ben Hermans        | Bélgica                     | + 26 s          |
| 5.º | Josef Černý        | Elkov-Author                | + 28 s          |
| 6.º | Tobias Foss        | Uno-X Norwegian Development | + 31 s          |
| 7.º | Steff Cras         | Bélgica                     | + 31 s          |
| 8.º | Pieter Weening     | Roompot-Nederlandse Loterij | + 31 s          |
| 9.º | Nick van der Lijke | Roompot-Nederlandse Loterij | + 34 s          |
| 10.º | Ildar Arslanov     | Gazprom-RusVelo             | + 35 s          |

### 3.ª etapa
| Dubnica nad Váhom - Nitra | etapa escarpada | (180,6 km) |

| \| Clasificación de la etapa \| Clasificación de la etapa \| Clasificación de la etapa \| Clasificación de la etapa \| Clasificación de la etapa \| \| Ciclista \| Ciclista \| Equipo \| Tiempo \| \| \| ------------------------- \| ------------------------- \| -------------------------- \| ------------------------- \| ------------------------- \| \| 1.º \| Matteo Pelucchi \| Bora-Hansgrohe \| 4 h 22 min 11 s \| \| \| 2.º \| Fabio Jakobsen \| Quick-Step Floors \| + 0 s \| \| \| 3.º \| Yves Lampaert \| Quick-Step Floors \| + 0 s \| \| \| 4.º \| Christophe Laporte \| Cofidis, Solutions Crédits \| + 0 s \| \| \| 5.º \| Rüdiger Selig \| Bora-Hansgrohe \| + 0 s \| \| \| 6.º \| Szymon Sajnok \| CCC Sprandi Polkowice \| + 0 s \| \| \| 7.º \| Dušan Rajović \| Adria Mobil \| + 0 s \| \| \| 8.º \| Michael Bresciani \| Bardiani CSF \| + 0 s \| \| \| 9.º \| Marco Maronese \| Bardiani CSF \| + 0 s \| \| \| 10.º \| Ahmed Galdoune \| Kőbánya Cycling Team \| + 0 s \| \| |                    |                            |                 |
| |                    |                            |                 |
| Fuente: ProCyclingStats |                    |                            |                 |
| Clasificación de la etapa |                    |                            |                 |
| Ciclista | Ciclista           | Equipo                     | Tiempo          |
| 1.º | Matteo Pelucchi    | Bora-Hansgrohe             | 4 h 22 min 11 s |
| 2.º | Fabio Jakobsen     | Quick-Step Floors          | + 0 s           |
| 3.º | Yves Lampaert      | Quick-Step Floors          | + 0 s           |
| 4.º | Christophe Laporte | Cofidis, Solutions Crédits | + 0 s           |
| 5.º | Rüdiger Selig      | Bora-Hansgrohe             | + 0 s           |
| 6.º | Szymon Sajnok      | CCC Sprandi Polkowice      | + 0 s           |
| 7.º | Dušan Rajović      | Adria Mobil                | + 0 s           |
| 8.º | Michael Bresciani  | Bardiani CSF               | + 0 s           |
| 9.º | Marco Maronese     | Bardiani CSF               | + 0 s           |
| 10.º | Ahmed Galdoune     | Kőbánya Cycling Team       | + 0 s           |

| \| Clasificación general \| Clasificación general \| Clasificación general \| Clasificación general \| Clasificación general \| \| Ciclista \| Ciclista \| Equipo \| Tiempo \| \| \| --------------------- \| --------------------- \| --------------------------- \| --------------------- \| --------------------- \| \| 1.º \| Julian Alaphilippe \| Quick-Step Floors \| 13 h 11 min 15 s \| \| \| 2.º \| Jan Tratnik \| CCC Sprandi Polkowice \| + 16 s \| \| \| 3.º \| Cesare Benedetti \| Bora-Hansgrohe \| + 22 s \| \| \| 4.º \| Ben Hermans \| Bélgica \| + 26 s \| \| \| 5.º \| Josef Černý \| Elkov-Author \| + 28 s \| \| \| 6.º \| Tobias Foss \| Uno-X Norwegian Development \| + 31 s \| \| \| 7.º \| Steff Cras \| Bélgica \| + 31 s \| \| \| 8.º \| Pieter Weening \| Roompot-Nederlandse Loterij \| + 31 s \| \| \| 9.º \| Nick van der Lijke \| Roompot-Nederlandse Loterij \| + 34 s \| \| \| 10.º \| Ildar Arslanov \| Gazprom-RusVelo \| + 35 s \| \| |                    |                             |                  |
| |                    |                             |                  |
| Fuente: ProCyclingStats |                    |                             |                  |
| Clasificación general |                    |                             |                  |
| Ciclista | Ciclista           | Equipo                      | Tiempo           |
| 1.º | Julian Alaphilippe | Quick-Step Floors           | 13 h 11 min 15 s |
| 2.º | Jan Tratnik        | CCC Sprandi Polkowice       | + 16 s           |
| 3.º | Cesare Benedetti   | Bora-Hansgrohe              | + 22 s           |
| 4.º | Ben Hermans        | Bélgica                     | + 26 s           |
| 5.º | Josef Černý        | Elkov-Author                | + 28 s           |
| 6.º | Tobias Foss        | Uno-X Norwegian Development | + 31 s           |
| 7.º | Steff Cras         | Bélgica                     | + 31 s           |
| 8.º | Pieter Weening     | Roompot-Nederlandse Loterij | + 31 s           |
| 9.º | Nick van der Lijke | Roompot-Nederlandse Loterij | + 34 s           |
| 10.º | Ildar Arslanov     | Gazprom-RusVelo             | + 35 s           |

### 4.ª etapa
| Nitra - Galanta | etapa llana | (157,2 km) |

| \| Clasificación de la etapa \| Clasificación de la etapa \| Clasificación de la etapa \| Clasificación de la etapa \| Clasificación de la etapa \| \| Ciclista \| Ciclista \| Equipo \| Tiempo \| \| \| ------------------------- \| ------------------------- \| -------------------------- \| ------------------------- \| ------------------------- \| \| 1.º \| Fabio Jakobsen \| Quick-Step Floors \| 3 h 21 min 53 s \| \| \| 2.º \| Matteo Pelucchi \| Bora-Hansgrohe \| + 0 s \| \| \| 3.º \| Christophe Laporte \| Cofidis, Solutions Crédits \| + 0 s \| \| \| 4.º \| Sebastian Lander \| Riwal CeramicSpeed \| + 0 s \| \| \| 5.º \| Marco Maronese \| Bardiani CSF \| + 0 s \| \| \| 6.º \| Cesare Benedetti \| Bora-Hansgrohe \| + 0 s \| \| \| 7.º \| Michael Bresciani \| Bardiani CSF \| + 0 s \| \| \| 8.º \| Ahmed Galdoune \| Kőbánya Cycling Team \| + 0 s \| \| \| 9.º \| Dušan Rajović \| Adria Mobil \| + 0 s \| \| \| 10.º \| Mirco Maestri \| Bardiani CSF \| + 0 s \| \| |                    |                            |                 |
| |                    |                            |                 |
| Fuente: ProCyclingStats |                    |                            |                 |
| Clasificación de la etapa |                    |                            |                 |
| Ciclista | Ciclista           | Equipo                     | Tiempo          |
| 1.º | Fabio Jakobsen     | Quick-Step Floors          | 3 h 21 min 53 s |
| 2.º | Matteo Pelucchi    | Bora-Hansgrohe             | + 0 s           |
| 3.º | Christophe Laporte | Cofidis, Solutions Crédits | + 0 s           |
| 4.º | Sebastian Lander   | Riwal CeramicSpeed         | + 0 s           |
| 5.º | Marco Maronese     | Bardiani CSF               | + 0 s           |
| 6.º | Cesare Benedetti   | Bora-Hansgrohe             | + 0 s           |
| 7.º | Michael Bresciani  | Bardiani CSF               | + 0 s           |
| 8.º | Ahmed Galdoune     | Kőbánya Cycling Team       | + 0 s           |
| 9.º | Dušan Rajović      | Adria Mobil                | + 0 s           |
| 10.º | Mirco Maestri      | Bardiani CSF               | + 0 s           |

## Clasificaciones finales
Las clasificaciones finalizaron de la siguiente forma:

### Clasificación general
| \| Clasificación general \| Clasificación general \| Clasificación general \| Clasificación general \| Clasificación general \| \| Ciclista \| Ciclista \| Equipo \| Tiempo \| \| \| --------------------- \| --------------------- \| --------------------------- \| --------------------- \| --------------------- \| \| 1.º \| Julian Alaphilippe \| Quick-Step Floors \| 16 h 33 min 08 s \| \| \| 2.º \| Jan Tratnik \| CCC Sprandi Polkowice \| + 16 s \| \| \| 3.º \| Cesare Benedetti \| Bora-Hansgrohe \| + 22 s \| \| \| 4.º \| Ben Hermans \| Israel Cycling Academy \| + 26 s \| \| \| 5.º \| Josef Černý \| Elkov-Author \| + 28 s \| \| \| 6.º \| Tobias Foss \| Uno-X Norwegian Development \| + 31 s \| \| \| 7.º \| Steff Cras \| Katusha-Alpecin \| + 31 s \| \| \| 8.º \| Pieter Weening \| Roompot-Nederlandse Loterij \| + 31 s \| \| \| 9.º \| Nick van der Lijke \| Roompot-Nederlandse Loterij \| + 34 s \| \| \| 10.º \| Łukasz Owsian \| CCC Sprandi Polkowice \| + 36 s \| \| |                    |                             |                  |
| |                    |                             |                  |
| Fuente: ProCyclingStats |                    |                             |                  |
| Clasificación general |                    |                             |                  |
| Ciclista | Ciclista           | Equipo                      | Tiempo           |
| 1.º | Julian Alaphilippe | Quick-Step Floors           | 16 h 33 min 08 s |
| 2.º | Jan Tratnik        | CCC Sprandi Polkowice       | + 16 s           |
| 3.º | Cesare Benedetti   | Bora-Hansgrohe              | + 22 s           |
| 4.º | Ben Hermans        | Israel Cycling Academy      | + 26 s           |
| 5.º | Josef Černý        | Elkov-Author                | + 28 s           |
| 6.º | Tobias Foss        | Uno-X Norwegian Development | + 31 s           |
| 7.º | Steff Cras         | Katusha-Alpecin             | + 31 s           |
| 8.º | Pieter Weening     | Roompot-Nederlandse Loterij | + 31 s           |
| 9.º | Nick van der Lijke | Roompot-Nederlandse Loterij | + 34 s           |
| 10.º | Łukasz Owsian      | CCC Sprandi Polkowice       | + 36 s           |

### Clasificación por puntos
| Clasificación por puntos | Clasificación por puntos | Clasificación por puntos   | Clasificación por puntos | Clasificación por puntos |
| Ciclista                 | Ciclista                 | Equipo                     | Puntos                   |                          |
| ------------------------ | ------------------------ | -------------------------- | ------------------------ | ------------------------ |
| 1.º                      | Martin Haring            | Dukla Banská Bystrica      | 56 pts                   |                          |
| 2.º                      | Matteo Pelucchi          | Bora-Hansgrohe             | 35 pts                   |                          |
| 3.º                      | Fabio Jakobsen           | Quick-Step Floors          | 35 pts                   |                          |
| 4.º                      | Yves Lampaert            | Quick-Step Floors          | 32 pts                   |                          |
| 5.º                      | Julian Alaphilippe       | Quick-Step Floors          | 30 pts                   |                          |
| 6.º                      | Rüdiger Selig            | Bora-Hansgrohe             | 28 pts                   |                          |
| 7.º                      | Jan Tratnik              | CCC Sprandi Polkowice      | 25 pts                   |                          |
| 8.º                      | Cesare Benedetti         | Bora-Hansgrohe             | 23 pts                   |                          |
| 9.º                      | Christophe Laporte       | Cofidis, Solutions Crédits | 22 pts                   |                          |
| 10.º                     | Zdeněk Štybar            | Quick-Step Floors          | 17 pts                   |                          |

### Clasificación de la montaña
| Clasificación de la montaña | Clasificación de la montaña | Clasificación de la montaña | Clasificación de la montaña | Clasificación de la montaña |
| Ciclista                    | Ciclista                    | Equipo                      | Puntos                      |                             |
| --------------------------- | --------------------------- | --------------------------- | --------------------------- | --------------------------- |
| 1.º                         | Giulio Ciccone              | Bardiani CSF                | 87 pts                      |                             |
| 2.º                         | Martin Haring               | Dukla Banská Bystrica       | 41 pts                      |                             |
| 3.º                         | Patrik Tybor                | Dukla Banská Bystrica       | 30 pts                      |                             |
| 4.º                         | Vitaliy Buts                | Team Hurom                  | 22 pts                      |                             |
| 5.º                         | Jan Bárta                   | Elkov-Author                | 21 pts                      |                             |
| 6.º                         | Aleksandr Vlásov            | Gazprom-RusVelo             | 17 pts                      |                             |
| 7.º                         | Ben Hermans                 | Israel Cycling Academy      | 16 pts                      |                             |
| 8.º                         | Niki Terpstra               | Quick-Step Floors           | 15 pts                      |                             |
| 9.º                         | Umberto Orsini              | Bardiani CSF                | 15 pts                      |                             |
| 10.º                        | Emanuel Piaskowy            | Team Hurom                  | 12 pts                      |                             |

### Clasificación de los jóvenes
| Clasificación del mejor joven | Clasificación del mejor joven | Clasificación del mejor joven | Clasificación del mejor joven | Clasificación del mejor joven |
| Ciclista                      | Ciclista                      | Equipo                        | Tiempo                        |                               |
| ----------------------------- | ----------------------------- | ----------------------------- | ----------------------------- | ----------------------------- |
| 1.º                           | Tobias Foss                   | Uno-X Norwegian Development   | 16 h 33 min 39 s              |                               |
| 2.º                           | Steff Cras                    | Bélgica                       | + 0 s                         |                               |
| 3.º                           | Attila Valter                 | Pannon                        | + 15 s                        |                               |
| 4.º                           | Andreas Leknessund            | Uno-X Norwegian Development   | + 29 s                        |                               |
| 5.º                           | Viktor Verschaeve             | Bélgica                       | + 39 s                        |                               |
| 6.º                           | Kevin Inkelaar                | Roompot-Nederlandse Loterij   | + 42 s                        |                               |
| 7.º                           | Márton Dina                   | Pannon                        | + 48 s                        |                               |
| 8.º                           | Aleksandr Vlásov              | Gazprom-RusVelo               | + 52 s                        |                               |
| 9.º                           | Jonas Rutsch                  | Alemania                      | + 1 min 50 s                  |                               |
| 10.º                          | Johannes Schinnagel           | Bora-Hansgrohe                | + 2 min 18 s                  |                               |

### Clasificación por equipos
| Clasificación por equipos | Clasificación por equipos   | Clasificación por equipos | Clasificación por equipos |
| Equipo                    | Equipo                      | Tiempo                    |                           |
| ------------------------- | --------------------------- | ------------------------- | ------------------------- |
| 1.º                       | CCC Sprandi Polkowice       | 49 h 41 min 06 s          |                           |
| 2.º                       | Bélgica                     | + 19 s                    |                           |
| 3.º                       | Roompot-Nederlandse Loterij | + 30 s                    |                           |
| 4.º                       | Quick-Step Floors           | + 1 min 34 s              |                           |
| 5.º                       | Uno-X Norwegian Development | + 1 min 34 s              |                           |
| 6.º                       | Elkov-Author                | + 1 min 54 s              |                           |
| 7.º                       | Adria Mobil                 | + 2 min 03 s              |                           |
| 8.º                       | Gazprom-RusVelo             | + 2 min 59 s              |                           |
| 9.º                       | Bora-Hansgrohe              | + 3 min 53 s              |                           |
| 10.º                      | Bardiani CSF                | + 5 min 18 s              |                           |

## Evolución de las clasificaciones
| Etapa                   | Vencedor                | Clasificación general | Clasificación por puntos | Clasificación de la montaña | Clasificación de los jóvenes | Clasificación del mejor eslovaco | Clasificación por equipos |
| ----------------------- | ----------------------- | --------------------- | ------------------------ | --------------------------- | ---------------------------- | -------------------------------- | ------------------------- |
| Prólogo                 | Bob Jungels             | Bob Jungels           | no se entregó            | no se entregó               | Fabio Jakobsen               | Erik Baška                       | Quick-Step Floors         |
| 1.ª                     | Julian Alaphilippe      | Julian Alaphilippe    | Martin Haring            | Giulio Ciccone              | Attila Valter                | Matúš Štoček                     | CCC Sprandi Polkowice     |
| 2.ª                     | Rüdiger Selig           | Julian Alaphilippe    | Julian Alaphilippe       | Giulio Ciccone              | Tobias Foss                  | Matúš Štoček                     | CCC Sprandi Polkowice     |
| 3.ª                     | Matteo Pelucchi         | Julian Alaphilippe    | Martin Haring            | Giulio Ciccone              | Tobias Foss                  | Matúš Štoček                     | CCC Sprandi Polkowice     |
| 4.ª                     | Fabio Jakobsen          | Julian Alaphilippe    | Martin Haring            | Giulio Ciccone              | Tobias Foss                  | Matúš Štoček                     | CCC Sprandi Polkowice     |
| Clasificaciones finales | Clasificaciones finales | Julian Alaphilippe    | Martin Haring            | Giulio Ciccone              | Tobias Foss                  | Matúš Štoček                     | CCC Sprandi Polkowice     |

## UCI World Ranking
El Tour de Eslovaquia otorgó puntos para el UCI Europe Tour 2018 y el UCI World Ranking, este último para corredores de los equipos en las categorías UCI WorldTeam, Profesional Continental y Equipos Continentales. Las siguientes tablas muestran el baremo de puntuación y los 10 corredores que obtuvieron más puntos:
| Posición              | 1.º | 2.º | 3.º | 4.º | 5.º | 6.º | 7.º | 8.º | 9.º | 10.º | 11.º | 12.º | 13.º-15.º | 16.º-25.º |
| Clasificación general | 125 | 85  | 70  | 60  | 50  | 40  | 35  | 30  | 25  | 20   | 15   | 10   | 5         | 3         |
| Por etapa             | 14  | 5   | 3   |     |     |     |     |     |     |      |      |      |           |           |
| Líder                 | 3   |     |     |     |     |     |     |     |     |      |      |      |           |           |

| Clasificación | Clasificación      | Clasificación               | Clasificación | Clasificación | Clasificación | Clasificación |
| Posición      | Ciclista           | Equipo                      | General       | Etapa         | Líder         | Total         |
| ------------- | ------------------ | --------------------------- | ------------- | ------------- | ------------- | ------------- |
| 1.º           | Julian Alaphilippe | Quick-Step Floors           | 125           | 14            | 9             | 148           |
| 2.º           | Jan Tratnik        | CCC Sprandi Polkowice       | 85            | -             | -             | 85            |
| 3.º           | Cesare Benedetti   | Bora-Hansgrohe              | 70            | -             | -             | 70            |
| 4.º           | Ben Hermans        | Selección de Bélgica        | 60            | 5             | -             | 65            |
| 5.º           | Josef Černý        | Elkov-Author                | 50            | -             | -             | 50            |
| 6.º           | Tobias Foss        | Uno-X Norwegian Development | 40            | -             | -             | 40            |
| 7.º           | Steff Cras         | Selección de Bélgica        | 35            | -             | -             | 35            |
| 8.º           | Pieter Weening     | Roompot-Nederlandse Loterij | 30            | -             | -             | 30            |
| 9.º           | Nick van der Lijke | Roompot-Nederlandse Loterij | 25            | -             | -             | 25            |
| 10.º          | Łukasz Owsian      | CCC Sprandi Polkowice       | 20            | -             | -             | 20            |